# O Que Será?
«O Que Será?» es una canción del músico brasileño Chico Buarque de 1976, compuesta para la película Doña Flor y sus dos maridos, basada en el libro homónimo de Jorge Amado. La canción tiene tres versiones, que marcan pasajes diferentes de la trama: Apertura, A flor de piel y A flor de tierra.

## Historia
Según Chico Buarque, si bien tenía escrito un esbozo de la canción, su mayor inspiración para componerla fue una serie de fotografías de Cuba que el periodista Fernando Morales le había mostrado.
El dueto con Milton Nascimento fue casual. Después de oír azarosamente a Francis Hime tocar la canción con su piano en los estudios de grabación, sugirió que fuera cantada a dúo. A Chico Buarque y Francis Hime les gustó la idea y mientras iban finalizando los últimos arreglos pensaron en la voz de Milton Nascimento para interpretarla. «O que será? (À flor da terra)» fue lanzada en el álbum Meus Caros Amigos, de Chico Buarque, mientras que «O que será? (À flor da pele)» salió en el álbum Geraes, de Milton Nascimento.
En la versión de la película de Bruno Barreto, el tema fue interpretado por la cantante Simone.
En 1992, Chico tuvo acceso al contenido de su archivo en el Departamento de Orden Política y Social, encontrando una curiosa interpretación que los censores hicieron de la letra. En declaraciones al Jornal do Brasil, el compositor señaló: "creo que yo mismo no sé lo que está detrás de esa letra y, si se conoce, no tendría nada que explicar."
Una versión mixta, en portugués e italiano, fue grabada en 1978 por la cantante Gigliola Cinquetti.
En 1980 Ana Belén lanzó la canción como sencillo de su álbum, llegando al puesto número #1 durante 1 semana en la lista de radios de España.
Tal vez, la versión más conocida[cita requerida] de esta canción en América Latina es la del salsero neoyorquino Willie Colón, quien, con un arreglo con percusión afrocaribe, tres trombones, orquesta de cuerdas y coros femeninos y masculinos, lanzó su propia adaptación como primer tema del lado A de su álbum Fantasmas.